# Захаров, Семён Егорович
Семён Егорович Захаров (23 января [5 февраля] 1906, село Столпово, Рязанская губерния — 6 февраля 1986, Москва) — военно-морской политработник. Начальник Главного политического управления ВМФ СССР (1950—1953), адмирал (1966).

## Биография
Родился 23 января (5 февраля) 1906 года в селе Столпово, ныне в сельском поселении Гололобовское Зарайского района Московской области. Русский.
С 1926 года член ВКП(б).
С 1926 по 1932 год: секретарь волостного комитета РЛКСМ, заведующий отделом Зарайского уездного комитета РЛКСМ (Московская губерния), секретарь комитета ВКП(б) 2-й авиашколы Гражданского воздушного флота, секретарь комитета ВКП(б) Тамбовского электромоторостроительного завода «Ревтруд», инструктор организационного отдела исполкома Московского горсовета.
С декабря 1932 года по март 1933 года — слушатель курсов политработников при Борисоглебской школе военных лётчиков РККА, с марта 1933 года по октябрь 1934 года — инструктор политотдела Ейской авиашколы, с октября 1934 года по январь 1938 года — слушатель авиационного факультета Военно-политической академии, с января по ноябрь 1938 года — заместитель начальника отдела Политуправления РККА по работе среди комсомольцев.
С ноября 1938 года по март 1939 года — секретарь ЦК ВЛКСМ.
С марта 1939 года по февраль 1947 года — член Военного Совета Тихоокеанского флота. Участник советско-японской войны 1945 года, руководил работой партийных и комсомольских организаций флота, его деятельность по воспитанию бойцов высоких боевых и моральных качеств особенно проявилась в десантных операциях по овладению важнейшими портами и базами противника в Северной Корее, на Южном Сахалине и Курильских островах.
С февраля 1947 года по ноябрь 1948 года — заместитель по политчасти командующего 5-м ВМФ.
С декабря 1948 года по март 1950 года — слушатель военно-морского факультета Высшей военной академии имени К. Е. Ворошилова.
С марта 1950 года по март 1953 года — член Главного военного совета Военно-Морского Министерства.
С июля 1950 года по март 1953 года — начальник Главного Политуправления ВМС.
Член ЦК ВКП(б) (1939—1952), с октября 1952 года по февраль 1956 года — кандидат в члены ЦК КПСС. С октября 1952 года по март 1953 года — член Постоянной комиссии по вопросам обороны при Президиуме ЦК КПСС.
С марта по май 1953 года — в распоряжении Главного Политуправления Министерства обороны СССР.
С марта 1954 года по март 1956 года — заместитель начальника Главного управления кадров Министерства обороны СССР..
«За крупные недостатки в руководстве партполитработой и низкое состояние политико-воспитательной работы с личным составом ВМФ», как отмечалось в постановлении Совета Министров СССР от 13 февраля 1956 года, понижен в воинском звании до контр-адмирала.
С марта по май 1956 года — в распоряжении Главного Политуправления Министерства обороны СССР.
С мая 1956 года по август 1958 года — начальник Политуправления Северного Флота.
С августа 1958 года по март 1959 года — в научно-исследовательской группе N 2 при Главнокомандующем ВМФ, в группе N 4 при Генеральном штабе Вооружённых Сил,  кандидат исторических наук.
С марта 1959 года по январь 1970 года — заместитель по политчасти начальника военно-морских учебных заведений.
В январе 1970 года уволен в запас.
Один из авторов кн. «Краснознамённый Тихоокеанский флот» (2 изд., М., 1973).
Скончался 6 февраля 1986 года в Москве. Похоронен на Новодевичьем кладбище.

## Воинские звания
- Дивизионный комиссар (28.3.1939)
- Корпусной комиссар (8.8.1940)
- Генерал-майор береговой службы (13.12.1942)
- Генерал-лейтенант береговой службы (31.05.1944)
- Адмирал (27.1.1951)
- Контр-адмирал (13.2.1956)
- Вице-адмирал (7.5.1960)
- Адмирал (7.5.1966)

## Награды
- Орден Ленина (10.08.1945)
- Орден Октябрьской Революции (1976)
- Орден Красного Знамени (21.08.1953)
- Орден Ушакова 1-й степени (14.09.1945)
- Орден Отечественной войны 1-й степени (1985)
- четыре ордена Красной Звезды (31.05.1943, 24.06.1948, 22.02.1968, 05.02.1986)
- Орден «Знак Почёта» (22.02.1938).
- Медали;
- знак «50 лет пребывания в КПСС»
- Иностранные награды.

## Память
- Имя адмирала М. Н. Захарова было присвоено большому противолодочному кораблю.